# Équipe des Fidji de rugby à XV

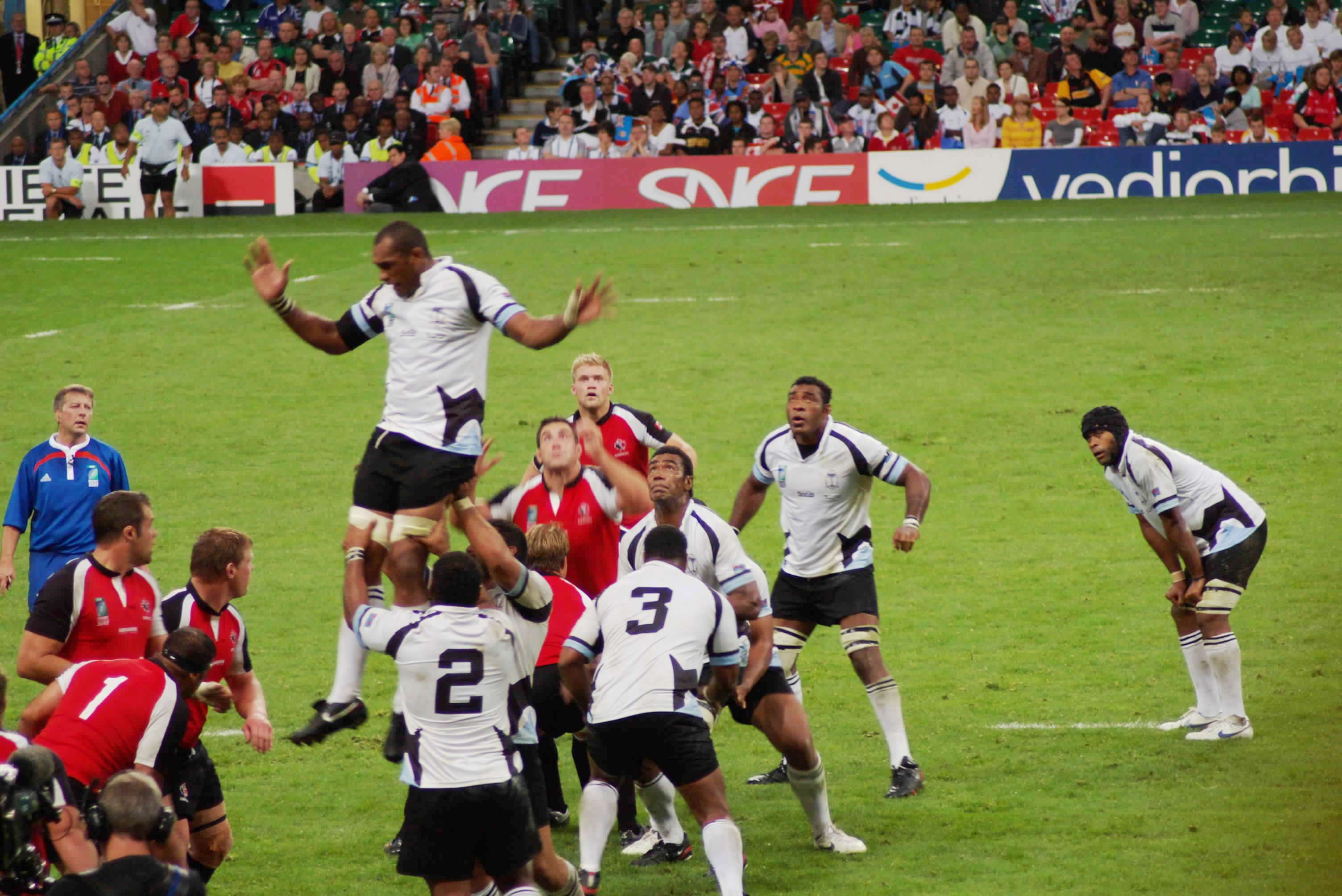
Touche entre les Fidji et le Canada.

L'équipe des Fidji de rugby à XV est l'équipe nationale qui représente les îles Fidji dans les compétitions majeures de rugby à XV, la coupe du monde de rugby à XV et la Pacific Nations Cup (remplaçant le Tri-nations du Pacifique). Elle est membre de la Pacific Islands Rugby Alliance (PIRA).
Elle est considérée comme l'une des meilleures sélections nationales en raison de sa position au classement World Rugby des équipes nationales de rugby où elle occupe le huitième rang au 26 novembre 2018 après sa victoire sur la France en match amical au Stade de France. Cela peut être considéré comme un exploit en raison d'une population estimée à 850 000 habitants dont 80 000 licenciés. De plus, ses internationaux évoluent généralement dans les championnats européens ou dans le Super 14 en raison des salaires attractifs, enfin il n'est pas rare de voir des joueurs d'origine fidjienne revêtir les maillots de l'Australie ou de la Nouvelle-Zélande tels que Joe Rokocoko, Sitiveni Sivivatu ou Lote Tuqiri.
La Fédération fidjienne (Fiji Rugby Union) a la charge de gérer l'équipe des Fidji de rugby à XV. L'emblème de l'équipe est le palmier. Les Fidji disputent chaque année les Pacific Nations Cup, effectuent parfois des test-matchs et participent tous les quatre ans à la Coupe du monde de rugby (excepté en 1995 où elle ne put se qualifier)
Ils évoluent en maillot blanc, short noir, bas rayé noir et blanc et à chaque début de rencontre, ils effectuent leur danse de guerre : le « cibi » (depuis 1939).

## Historique

### Arrivée du rugby aux Fidji
Le rugby à XV a été joué en premier dans les îles Fidji, en 1884, par des soldats européens et fidjiens de la Native Constabulary à Ba, Viti Levu. Il a commencé à attirer l'attention des médias et à s'établir dans le pays au début des années 1890. Au début la plupart des joueurs étaient des expatriés, cependant une compétition avec des équipes locales fut organisée dès 1904. Le premier véritable club de rugby, Pacific Club, fut créé en 1913 par P.J. Sheehan qui avec ses ouvriers, venant de Nouvelle-Zélande et d'Australie, a voulu compenser le manque de clubs sportifs et de compétitions. Ce premier club avait quarante membres.
Ces matchs devinrent populaires auprès de la population locale et européenne résidant aux Fidji. Sheehan fut contacté pour former une organisation responsable du rugby, c'est ainsi que se forma la fédération de rugby fidjienne Fiji Rugby Football Union. Deux autres clubs, les Cadets club et The United Services club, ont aussi été créés à ce moment-là. Sir Ernest Bickham Sweet-Escott, gouverneur de la colonie, fit don du Escott Shield comme trophée d'une compétition de rugby. Le club Pacific remporta pour la première fois le trophée.
À la même époque, Sheehan a fait en sorte que les All Blacks fasse une halte aux Fidji sur le chemin de leur tournée en Californie. Ce match fut organisé entre les All Blacks et une équipe représentant les Fidji, la victoire revenant aux All Blacks sur le score de 67 à 3.
L'équipe des Fidji était formée de joueurs européens, comme la plupart des équipes de l'époque, bien que les locaux s'intéressaient de plus en plus au rugby. Sheehan a organisé un premier match entre deux équipes composées uniquement de joueurs locaux, puis l'année suivante fut organisée la première compétition avec des clubs locaux, Taipou, Tarirere, Hill et Ofisa. La Davies Cup, du nom de l’homme d'affaires qui la créa, fut remise à  l'équipe de Tarirere qui remporta la compétition en 1915.

### Période entre deux-guerres
L'équipe des Fidji a joué son premier test-match le 18 août 1924, elle  joua contre l'équipe des Samoa. Ce match fut joué à sept heures du matin de façon à permettre aux fidjiens de poursuivre leur déplacement vers les Tonga, cela a permis aussi aux Samoans de faire leur journée de travail après le match. Fidji gagna le match par 6-0 et poursuivit ensuite sa tournée de neuf matchs aux Tonga. À cette époque les fidjiens jouaient avec un maillot noir. En 1926, les fidjiens ont adopté leurs couleurs traditionnelles, maillot blanc et short noir, les portant pour la première fois à l'occasion de la visite de l’université de Auckland et de l'équipe des Tonga.
Les compétitions de scolaires ont débuté en 1928. En 1939, l'équipe des Fidji fit une première tournée en Nouvelle-Zélande, ce fut un grand succès avec sept victoires et un match nul. Les fidjiens ont impressionné leurs hôtes, par un jeu imprévisible qui leur est depuis caractéristique.

### Période après-guerre
L'équipe des Fidji fit une nouvelle tournée en Nouvelle-Zélande en 1951, qui fut aussi une réussite avec huit victoires, cinq défaites et deux matchs nuls. L'année suivante, ils firent une tournée en Australie pendant laquelle Fidji remporta le premier test-match et perdit le second contre l'équipe d'Australie. Cette tournée attira beaucoup de spectateurs, la suivante effectuée deux ans plus tard eu encore plus de succès auprès du public et se solda aussi par une égalité de victoires entre les deux équipes.
En 1963, la Fiji Rugby Football Union devint la Fiji Rugby Union (FRU).
L'équipe des Fidji fit sa première tournée européenne en 1964. Leur premier match fut contre l'équipe de France à Paris et vit la défaite des fidjiens par 21-3. Ils jouèrent aussi cinq autres matchs contre des équipes françaises. Ils ont ensuite joué contre l'équipe du pays de Galles à Cardiff (courte défaite 28-22) et trois autres équipes galloises.
À noter la présence du joueur Sitiveni Rabuka avec le rôle de pilier et le dossard numéro 1 à certains matchs de l'équipe durant les années 1970. Futur dictateur militaire après les coups d'État de 1987 et actuellement Premier ministre démocratiquement élu depuis 2022, il participe notamment à la tournée de l'équipe au Royaume-Uni en 1970, ainsi qu'à la victoire de l'équipe fidjienne (35-17) face au Canada à Burnaby en 1970, et à la victoire fidjienne (13-9) face aux Tonga à Lautoka en 1977,.
Le tournoi de Hong Kong de rugby à sept fut introduit en  1976. Les fidjiens ont remporté la deuxième édition de ce tournoi, en 1977, et l'ont emporté à nouveau en 1978, 1980 et 1984. L'équipe des Fidji a remporté le tournoi de Hong Kong à cinq reprises pendant les années 1990, faisant du rugby à sept une spécialité fidjienne.

### Ère moderne
La période 1982-1984 fut très positive pour l'équipe des Fidji, avec une série de quinze victoires consécutives. Les fidjiens furent invités à participer à la coupe du monde de 1987. Ils battirent l'Argentine par 28 à 9 et l'Italie par 18 à 15, mais furent battus par les All Blacks (74-13). Ils furent admis au second tour et perdirent contre la France en quart de finale par 31-16.
Fidji a aussi participé à la coupe du monde 1991, elle fut éliminée au premier tour après avoir perdu ses trois matchs. Les fidjiens ne s'étaient pas qualifiés pour la coupe du monde 1995, mais ont remporté la coupe du monde de rugby à sept trois ans plus tard.
En 1999, Fidji se qualifia à nouveau pour le second tour de la coupe du monde et fut éliminée en match de barrage (qualificatif pour un quart de finale) par l'Angleterre par 45-24.
Lors de la coupe du monde 2003, Fidji remporta deux matchs mais en perdit deux autres (contre la France et l'Écosse), et ne put accéder aux quarts de finale.

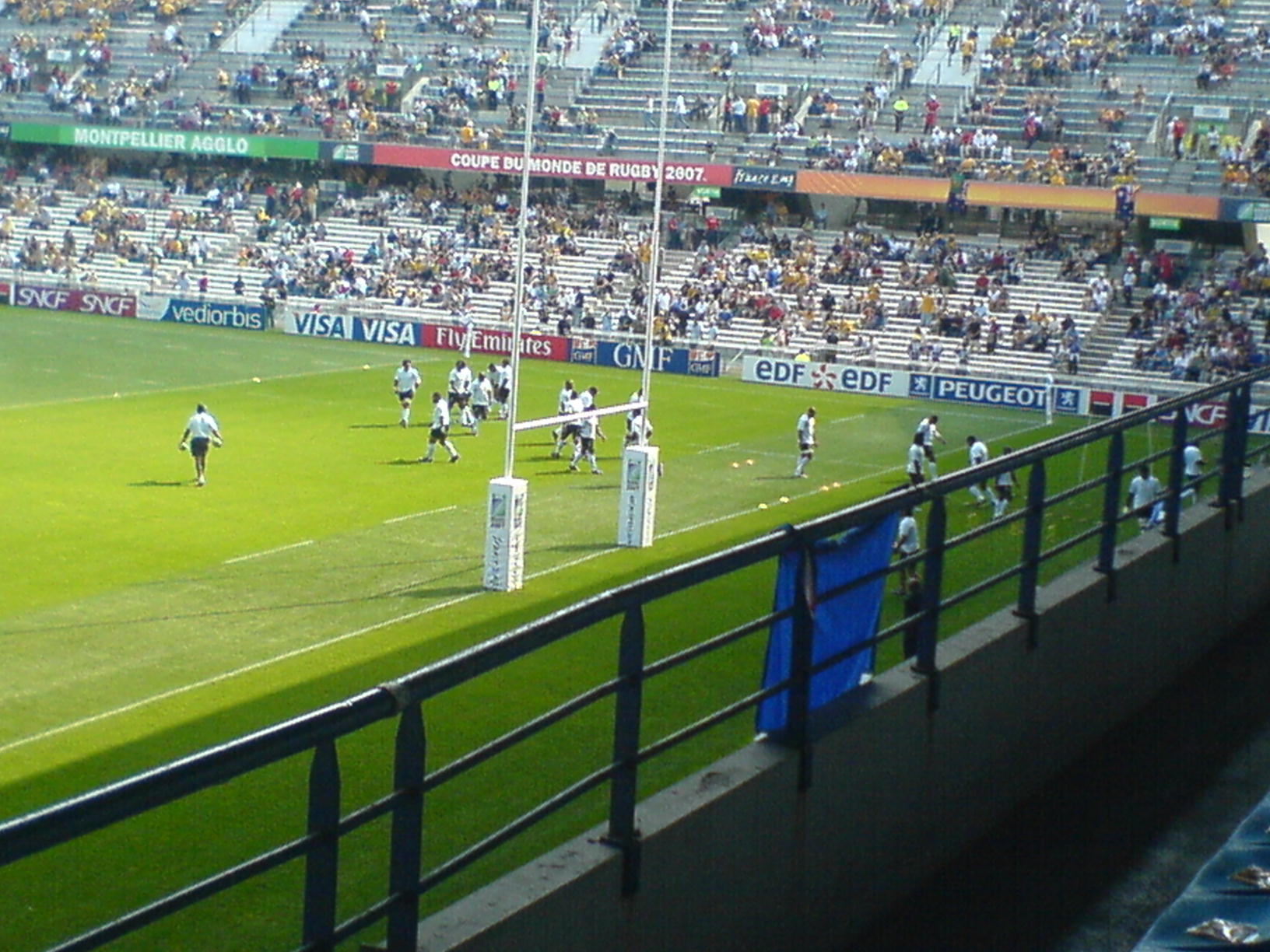
Préparation des Fidjiens avant de rencontrer l'Australie lors de la Coupe du monde 2007.

En 2007, Fidji crée la sensation en se qualifiant pour les quarts de finale de la Coupe du monde après une victoire spectaculaire contre le pays de Galles 38-34 lors du dernier match de poule. En quart de finale, les Fidjiens s'inclinent face aux Sud-Africains 20-37, en inscrivant tout de même deux essais en deux minutes avec un joueur en moins sur le terrain.
En novembre 2010,les Fidjiens se déplacent en Europe pour y affronter la France, ces derniers l'emportent sur les joueurs du Pacifique (34-12), une semaine plus tard la sensation de cette tournée vient du Millennium Stadium de Cardiff où les Fidjiens, très réalistes, tiennent en échec les gallois 16 partout grâce notamment à l'ouvreur Seremaia Bai qui passa la pénalités de l'égalisation dans les arrêts de jeu. Lors de leur dernier match, les joueurs du Pacifique ne vont pas confirmer leur exploit de la semaine passé et s'inclinent en Italie (24-16). Cette tournée est très satisfaisante malgré quelque secteurs pas encore maîtrisés (la mêlée notamment).
Le  bilan fidjien de la coupe du monde 2011 s'avère décevant (contrairement à celle de 2007). Avec 3 défaites contre les Sud-Africains (49-3), les Samoans (27-7) et les Gallois (66-0), les Fidjiens terminant 4e de la poule, sont éliminés malgré une victoire face aux Namibiens (49-25). Les Fidjiens ont été pénalisés par le refus du gouvernement néo-zélandais (pays hôte) d'accorder un visa aux joueurs fidjiens engagés dans les forces armées ou dont un membre de la famille est militaire, et ce dans le cadre des sanctions néo-zélandaises contre le gouvernement militaire fidjien. Ce refus est maintenu par la Nouvelle-Zélande malgré les protestations fidjiennes, le colonel Mosese Tikoitoga, président de la Fédération fidjienne de rugby à XV, dénonçant une ingérence politique néo-zélandaise dans le processus de sélection des joueurs fidjiens et une entrave à la constitution de la meilleure équipe fidjienne possible,. Cinq ou six des joueurs qui auraient probablement été sélectionnés dans l’équipe fidjienne sont des militaires.
À l'issue de cette coupe du monde, le sélectionneur Sam Domoni est remplacé par Inoke Male.

### Renouveau des années 2010
Après une Coupe du monde 2015 où les qualités des fidjiens sont encore remarquées malgré trois défaites dans la "poule de la mort" avec l'Australie, le pays de Galles et l'Angleterre, l'équipe des Fidji entame un nouveau cycle.
Le rugby fidjien est notamment porté par le rugby à sept, où son équipe s'impose come une référence mondiale avec sa médaille olympique en 2016, mais surtout ses deux victoires consécutives dans les World Rugby Seven Series, encore plus impressionnantes sur le contenu. Mais ce sont aussi ses stars désormais présentes dans la plupart des grands clubs français et britanniques de rugby à XV (Josua Tuisova, Leone Nakarawa, Nemani Nadolo, Semi Radradra, Vereniki Goneva, Waisea Nayacalevu, Viliame Mata, etc.) qui font de cette équipe des Fidji un adversaire de plus en plus redouté, malgré la présence de nombreux joueurs fidjiens dans d'autres sélections (Vakatawa, Nakaitaci, Rokocoko, Naholo, Hughes, Kuridrani, Rokoduguni, la liste est longue).
Ce potentiel se concrétise notamment lors d'une première victoire historique, contre la France en 2018, au Stade de France. Plus encore que les exploits de leur joueurs phénoménaux, c'est aussi par ce qu'elle montre d'amélioration dans les secteurs historiquement délaissés par les fidjiens que cette victoire confirme la montée en puissance de l'équipe. La mêlée notamment – secteur sur lequel a beaucoup travaillé le coach adjoint Alan Muir – montre de nombreux signes positifs contre les français.

## Palmarès

### Coupe du monde
Le tableau suivant récapitule les performances des Fidjiens en Coupe du monde. Les Fidjiens accèdent aux quarts de finale à trois reprises (en 1987, 2007 et 2023).
| Édition            | Organisateur(s)               | Place                   | Dernier match      | Bilan           |
| ------------------ | ----------------------------- | ----------------------- | ------------------ | --------------- |
| 1987               | Nouvelle-Zélande et Australie | 1/4 de finale           | 31 – 16            | 1 v, 0 n, 3 d   |
| 1991               | Angleterre                    | Poule                   | 15 – 17            | 0 v, 0 n, 3 d   |
| 1995               | Afrique du Sud                | Non qualifié            | —                  | —               |
| 1999               | Pays de Galles                | barragiste (1/8 finale) | 45 – 24            | 2 v, 0 n, 2 d   |
| 2003               | Australie                     | Poule                   | 22 – 20            | 2 v, 0 n, 2 d   |
| 2007               | France                        | 1/4 de finale           | 37 – 20            | 3 v, 0 n, 2 d   |
| 2011               | Nouvelle-Zélande              | Poule                   | 66 – 0             | 1 v, 0 n, 3 d   |
| 2015               | Angleterre                    | Poule                   | 15 – 47            | 1 v, 0 n, 3 d   |
| 2019               | Japon                         | Poule                   | 29 – 17            | 1 v, 0 n, 3 d   |
| 2023               | France                        | 1/4 de finale           | 30 – 24            | 2 v, 0 n, 3 d   |
| Total de 37 matchs | Total de 37 matchs            | Total de 37 matchs      | Total de 37 matchs | 13 v, 0 n, 24 d |

### Tri-nations du Pacifique et Pacific Nations Cup
Le Tri-nations du Pacifique fut une compétition mise en place entre les Fidji, les Tonga et les Samoa entre 1982 et 2005. Les Fidji la remportèrent à neuf reprises : 1983, 1985, 1986, 1995, 1996, 1998, 1999, 2002 et 2004.
En Pacific Nations Cup, mise en place à partir de 2006, les Fidji inscrivent leur nom au palmarès lors de l'édition 2013.

### Autres compétitions
- Vainqueur du Challenge Armand Vaquerin (1) : 2007.

## Tenue, emblèmes, symboles du XV des Fidji

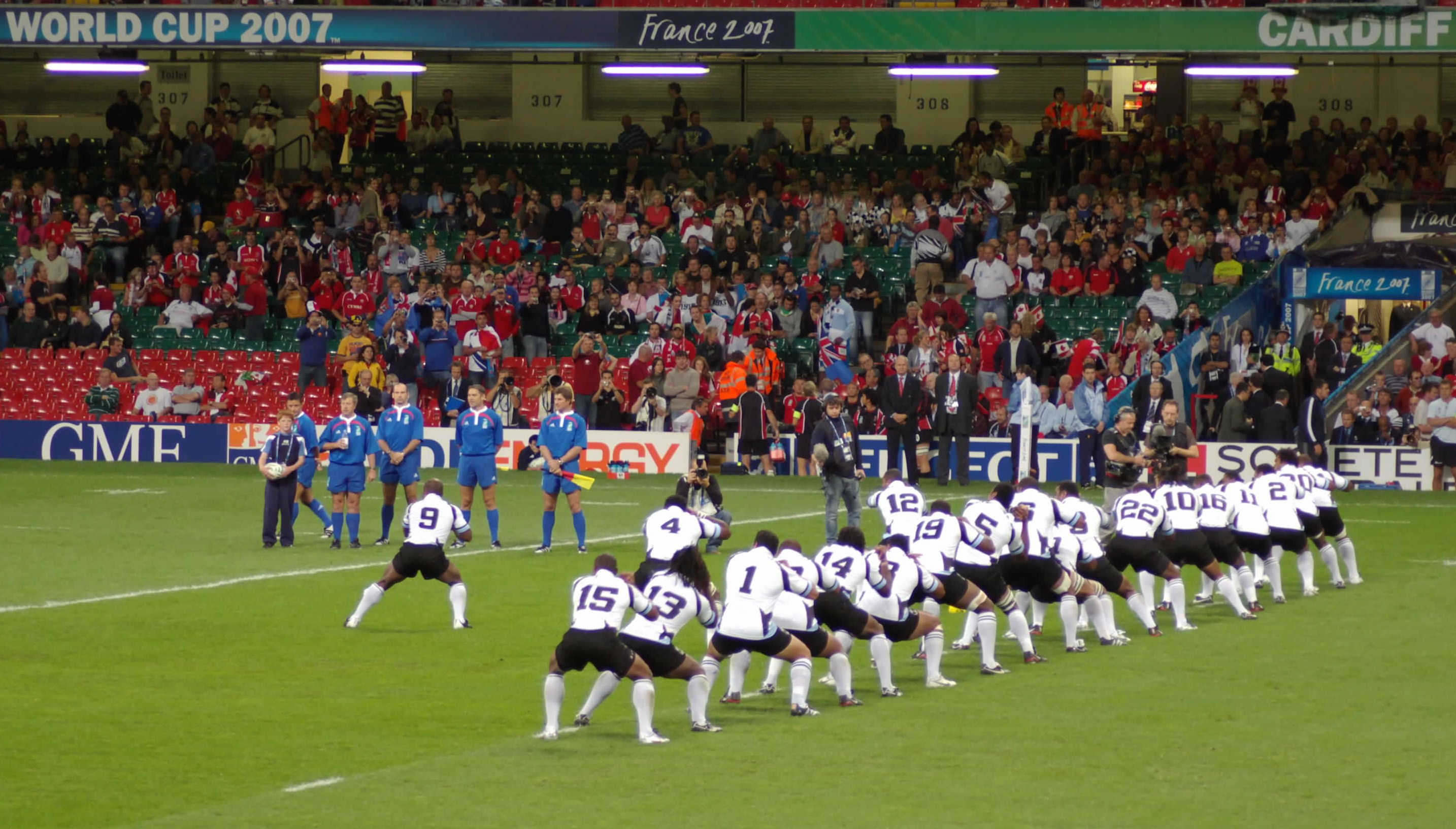
Les joueurs fidjiens effectuant le cibi.

Les Fidjiens jouent en maillot blanc avec un short noir et des chaussettes blanches.
Leur emblème est un palmier, élément du blason fidjien (composé d'un lion jaune, d'une croix de Saint-George représentant des tiges de cannes à sucre, un palmier, des bananes et une colombe blanche). Le bois du palmier est utilisé pour la construction des poteaux et la noix de coco sert de ballon pour les enfants.
Leur surnom Flying Fijians vient du rugby à sept où l'équipe des joueurs fidjiens est performante sur le plan international grâce à leur vitesse et à leur adresse.
À partir de l'automne 2023, les Fidjiens entonnent en avant-match l'hymne national God Bless Fiji dans un premier temps en langue fidjienne « iTaukei » (Meda dau doka), puis en langue anglaise, alors que seule cette dernière était chantée jusque-là.
Depuis 1939, les joueurs réalisent une danse guerrière avant le début des rencontres : le cibi,. Cette danse a été initiée en réponse au haka que les néo-zélandais pratiquaient depuis 1905. En 2012, une nouvelle danse (le bole) a été testée durant quelques matchs avant qu'un retour au cibi ne soit décidé.

## Composition du XV des Fidji

### Groupe des sélectionnés
Le 8 août 2023, la fédération fidjienne annonce une liste de 33 joueurs sélectionnés pour disputer la Coupe du monde.
Le 6 septembre, l'ouvreur titulaire durant les matchs de préparation, Caleb Muntz, déclare forfait pour la compétition. Vilimoni Botitu est appelé en remplacement.
Le 26 septembre, le pilier Jone Koroiduadua, forfait pour le reste de la compétition, est remplacé par Emosi Tuqiri.
Le 9 octobre, Temo Mayanavanua se blesse lors du dernier match de poules et est forfait pour le reste de la compétition, il est remplacé par Api Ratuniyarawa.

#### Staff technique
- Simon Raiwalui - Sélectionneur

Sélections et points marqués à jour au 26 août 2023 :

#### Les avants
| Nom                      | Naissance         | Sélections (Pts marqués) | Club               | Année de 1re sélection |
| Talonneurs               | Talonneurs        | Talonneurs               | Talonneurs         | Talonneurs             |
| ------------------------ | ----------------- | ------------------------ | ------------------ | ---------------------- |
| Tevita Ikanivere         | 6 septembre 1999  | 23 (25)                  | Fijian Drua        | 2020                   |
| Sam Matavesi             | 13 janvier 1992   | 35 (25)                  | Northampton Saints | 2013                   |
| Zuriel Togiatama         | 3 février 1999    | 3 (0)                    | Fijian Drua        | 2021                   |
| Piliers                  |                   |                          |                    |                        |
| Mesake Doge              | 4 janvier 1993    | 18 (10)                  | Fijian Drua        | 2016                   |
| Eroni Mawi               | 2 juin 1996       | 41 (10)                  | Saracens           | 2018                   |
| Peni Ravai               | 16 juin 1990      | 48 (25)                  | Reds               | 2013                   |
| Luke Tagi                | 23 juin 1997      | 16 (0)                   | Aviron bayonnais   | 2019                   |
| Samu Tawake              | 11 septembre 1996 | 13 (0)                   | Fijian Drua        | 2020                   |
| Emosi Tuqiri             | 28 décembre 2000  | 0 (0)                    | Fijian Drua        | -                      |
| Deuxièmes lignes         |                   |                          |                    |                        |
| Te Ahiwaru Cirikidaveta  | 12 avril 1998     | 9 (0)                    | Fijian Drua        | 2023                   |
| Api Ratuniyarawa         | 11 juillet 1986   | 43 (15)                  | Aviron bayonnais   | 2012                   |
| Isoa Nasilasila          | 13 septembre 1999 | 21 (0)                   | Fijian Drua        | 2022                   |
| Troisièmes lignes aile   |                   |                          |                    |                        |
| Levani Botia             | 14 mars 1989      | 31 (35)                  | Stade rochelais    | 2013                   |
| Viliame Mata             | 22 octobre 1991   | 33 (25)                  | Édimbourg Rugby    | 2017                   |
| Vilive Miramira          | 21 mars 1999      | 5 (0)                    | Fijian Drua        | 2023                   |
| Lekima Tagitagivalu      | 4 décembre 1995   | 10 (10)                  | Section paloise    | 2023                   |
| Troisièmes lignes centre |                   |                          |                    |                        |
| Meli Derenalagi          | 26 novembre 1998  | 13 (10)                  | Fijian Drua        | 2023                   |
| Albert Tuisue            | 6 juin 1993       | 35 (10)                  | Gloucester Rugby   | 2018                   |

#### Les arrières
| Nom                   | Naissance         | Sélections (Pts marqués) | Club              | Année de 1re sélection |
| Demis de mêlée        | Demis de mêlée    | Demis de mêlée           | Demis de mêlée    | Demis de mêlée         |
| --------------------- | ----------------- | ------------------------ | ----------------- | ---------------------- |
| Simione Kuruvoli      | 2 janvier 1999    | 18 (33)                  | Fijian Drua       | 2021                   |
| Frank Lomani          | 18 avril 1996     | 39 (82)                  | Fijian Drua       | 2017                   |
| Peni Matawalu         | 8 juillet 1997    | 11 (5)                   | Fijian Drua       | 2022                   |
| Demis d'ouverture     |                   |                          |                   |                        |
| Teti Tela             | 7 mars 1991       | 11 (20)                  | Fijian Drua       | 2021                   |
| Centres               |                   |                          |                   |                        |
| Vilimoni Botitu       | 15 juin 1998      | 16 (18)                  | Castres olympique | 2021                   |
| Iosefo Masi           | 9 mai 1998        | 9 (20)                   | Fijian Drua       | 2023                   |
| Waisea Nayacalevu     | 26 juin 1990      | 46 (90)                  | RC Toulon         | 2012                   |
| Semi Radradra         | 13 juin 1992      | 20 (30)                  | Lyon OU           | 2018                   |
| Kalaveti Ravouvou     | 6 juin 1998       | 8 (10)                   | Bristol Bears     | 2022                   |
| Ailiers               |                   |                          |                   |                        |
| Josua Tuisova         | 4 février 1994    | 26 (55)                  | Racing 92         | 2017                   |
| Vinaya Habosi         | 30 janvier 2000   | 12 (15)                  | Racing 92         | 2022                   |
| Selestino Ravutaumada | 17 janvier 2000   | 7 (5)                    | Fijian Drua       | 2023                   |
| Jiuta Wainiqolo       | 10 mars 1999      | 15 (10)                  | RC Toulon         | 2021                   |
| Arrières              |                   |                          |                   |                        |
| Ilaisa Droasese       | 13 septembre 1999 | 11 (0)                   | Fijian Drua       | 2023                   |
| Sireli Maqala         | 20 mars 2000      | 13 (5)                   | Aviron bayonnais  | 2022                   |

### Joueurs emblématiques
La liste suivante est limitée à des joueurs qui ont au moins 40 sélections en équipe de Fidji, plus quelques personnalités marquantes.
| - Seremaia Bai - Alifereti Doviverata - Vereniki Goneva - Sunia Koto - Sisa Koyamaibole - Norman Ligairi - Nicky Little | - Campese Ma'afu - Leone Nakarawa - Waisea Nayacalevu - Akapusi Qera - Simon Raiwalui - Api Ratuniyarawa - Jacob Rauluni | - Mosese Rauluni - Peni Ravai - Manasa Saulo - Waisale Serevi - Greg Smith - Ben Volavola - Joeli Veitayaki - Dominiko Waqaniburotu |

‌

### Entraîneurs
- Brad Johnstone : 1997-1999
- Greg Smith : 2000-2001
- Ifereimi Tawake : 2001-2002
- Mac McCallion : 2002-2003
- Wayne Pivac : 2004-2006
- Ilivasi Tabua : 2007-2009
- Mike Brewer : 2009-2010
- Sam Domoni : 2010-2011
- Inoke Male : 2012-2014
- John McKee : 2014-2019
- Vern Cotter : 2020-2022
- Simon Raiwalui : 2023
- Mick Byrne : 2024-

## Statistiques sur les matchs

### Bilan des matchs
Au 28 août 2023, l'équipe nationale fidjienne est 7e au classement World Rugby.
Le tableau ci-dessous dresse le bilan des matchs contre tous les adversaires de l'équipe des Fidji, il est mis à jour au 12 octobre 2022.
| Nation                    | Matchs joués | Victoires fidjiennes | Défaites fidjiennes | Nul | % victoires/ rencontres |
| ------------------------- | ------------ | -------------------- | ------------------- | --- | ----------------------- |
| Afrique du Sud            | 3            | 0                    | 3                   | 0   | 0,0                     |
| Angleterre                | 8            | 1                    | 7                   | 0   | 12.5                    |
| Angleterre XV             | 3            | 0                    | 3                   | 0   | 0,0                     |
| Argentine                 | 4            | 1                    | 3                   | 0   | 25,0                    |
| Australie                 | 22           | 2                    | 19                  | 1   | 9,0                     |
| Australie XV              | 1            | 0                    | 1                   | 0   | 0,0                     |
| Barbarians                | 3            | 1                    | 2                   | 0   | 33,37                   |
| Belgique                  | 1            | 1                    | 0                   | 0   | 100,0                   |
| Canada                    | 12           | 9                    | 3                   | 0   | 75,0                    |
| Canada XV                 | 1            | 1                    | 0                   | 0   | 100,0                   |
| Chili                     | 1            | 1                    | 0                   | 0   | 100,0                   |
| Îles Cook                 | 2            | 2                    | 0                   | 0   | 100,0                   |
| Écosse                    | 8            | 2                    | 6                   | 0   | 25,0                    |
| Écosse XV                 | 2            | 0                    | 2                   | 0   | 0,0                     |
| Espagne                   | 2            | 2                    | 0                   | 0   | 100,0                   |
| États-Unis                | 6            | 5                    | 1                   | 0   | 83,3                    |
| France                    | 10           | 1                    | 9                   | 0   | 10,0                    |
| France XV                 | 1            | 0                    | 1                   | 0   | 0,0                     |
| Géorgie                   | 6            | 4                    | 1                   | 1   | 67,0                    |
| Hong Kong                 | 3            | 3                    | 0                   | 0   | 100,0                   |
| Irlande                   | 4            | 0                    | 4                   | 0   | 0,0                     |
| Irlande XV                | 2            | 0                    | 2                   | 0   | 0,0                     |
| Italie                    | 12           | 6                    | 6                   | 0   | 50,0                    |
| Japon                     | 18           | 14                   | 4                   | 0   | 77,8                    |
| Lions                     | 1            | 1                    | 0                   | 0   | 100,0                   |
| Māori de Nlle Zélande     | 29           | 7                    | 20                  | 2   | 24,1                    |
| Namibie                   | 2            | 2                    | 0                   | 0   | 100,0                   |
| Nouvelle-Zélande          | 7            | 0                    | 7                   | 0   | 0,0                     |
| Nouvelle-Zélande XV       | 5            | 0                    | 5                   | 0   | 0,0                     |
| Niue                      | 1            | 1                    | 0                   | 0   | 100,0                   |
| Papouasie-Nouvelle-Guinée | 3            | 3                    | 0                   | 0   | 100,0                   |
| Pays de Galles            | 12           | 1                    | 10                  | 1   | 8,33                    |
| Pays de Galles XV         | 3            | 0                    | 3                   | 0   | 0,0                     |
| Portugal                  | 2            | 2                    | 0                   | 0   | 100,0                   |
| Roumanie                  | 3            | 2                    | 1                   | 0   | 66,7                    |
| Samoa                     | 54           | 30                   | 21                  | 3   | 55,55                   |
| Îles Salomon              | 2            | 2                    | 0                   | 0   | 100,0                   |
| Tonga                     | 93           | 63                   | 27                  | 3   | 67,7                    |
| Uruguay                   | 4            | 3                    | 0                   | 1   | 75,0                    |
| Total                     | 352          | 170                  | 172                 | 10  | 48,29%                  |

### Records
(décembre 2024).
- Si vous ne connaissez pas le sujet, laissez ce bandeau (vous pouvez alors contacter les auteurs).
- Si vous supprimez le contenu mis en cause (vous pouvez préalablement contacter les auteurs),

argumentez précisément cette suppression dans la page de discussion
(un manque de référence n'est pas un argument ; une recherche réelle de référence doit avoir été effectuée, être formellement documentée).

#### Record de sélections

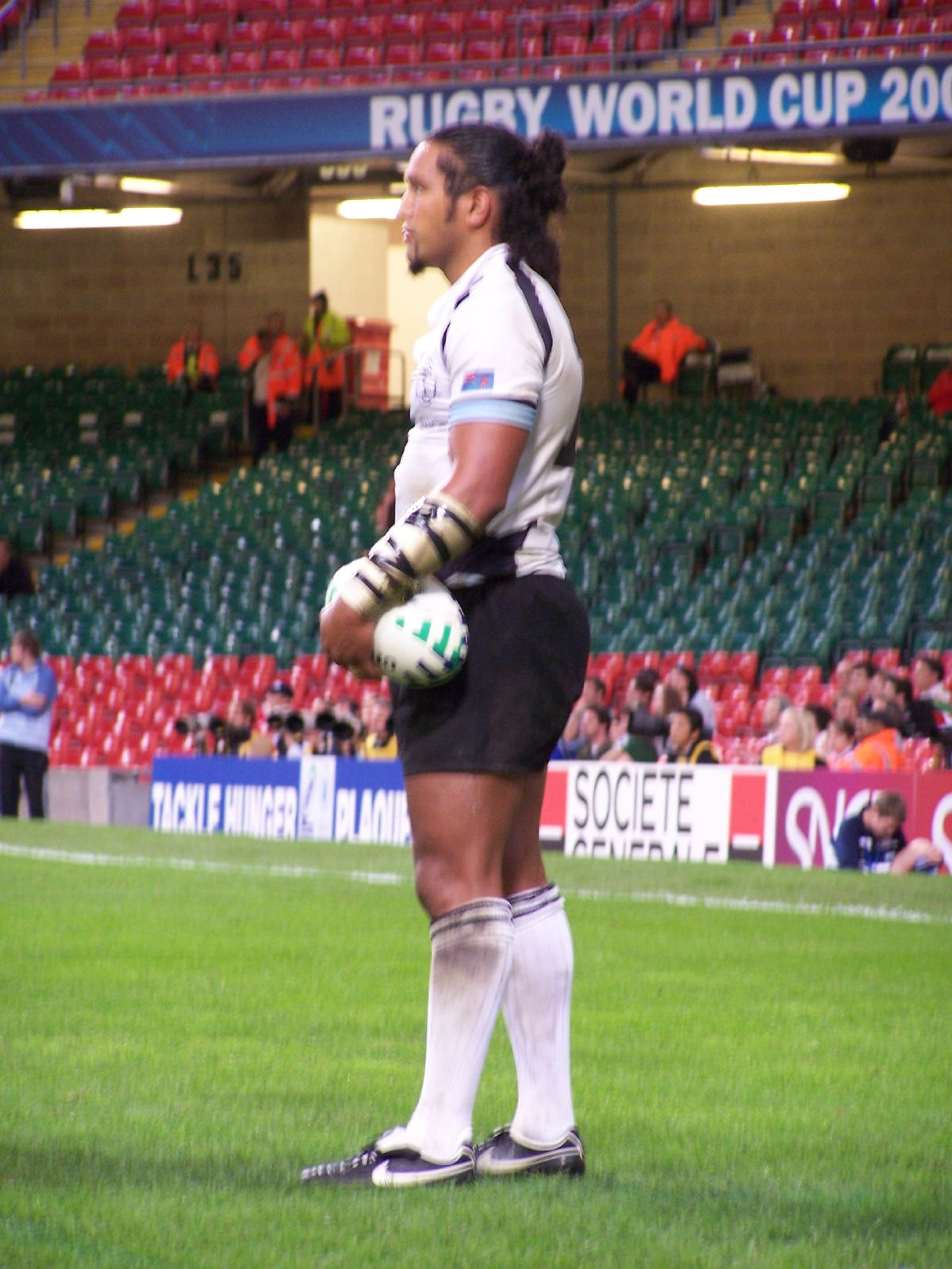
Nicky Little, recordman de sélection et meilleur marqueur de l'histoire de l'équipe des Fidji.

Le record de sélections dans le XV fidjien est détenu par Nicky Little. Nicky Little, né le 13 septembre 1976 à Tokoroa (Nouvelle-Zélande), a joué en équipe des Fidji de 1996 à 2011, il évolue au poste de demi d'ouverture à Bath Rugby. Il a participé entre autres à trois Coupes du monde (1999, 2003 et 2007).
Un classement par nombre de sélections ne dépend pas que de la qualité du joueur mais aussi du nombre de rencontres internationales. La naissance de la Coupe du monde en 1987, la périodicité désormais bisannuelle des tournées et le passage du tournoi de cinq à six nations influent sur ce classement et doivent donc être rappelés.
| Rang | Joueur                | Activité  | Sélections |
| ---- | --------------------- | --------- | ---------- |
| 1    | Nicky Little          | 1996-2011 | 71         |
| 2    | Leone Nakarawa        | 2008-2021 | 66         |
| 3    | Akapusi Qera          | 2005-2018 | 64         |
| 4    | Campese Ma'afu        | 2010-2019 | 62         |
| 5    | Vereniki Goneva       | 2007-2019 | 59         |
| 6    | Sunia Koto            | 2005-2017 | 57         |
| 7    | Seremaia Bai          | 2000-2016 | 53         |
| 8    | Dominiko Waqaniburotu | 2010-2019 | 51         |
| 8    | Manasa Saulo          | 2012-2022 | 51         |
| 10   | Jacob Rauluni         | 1995-2006 | 49         |
| 10   | Joeli Veitayaki       | 1994-2003 | 49         |

N.B. : en gras, les joueurs encore en activité

#### Record d'essais
| Rang | Joueur             | Activité  | Essais |
| ---- | ------------------ | --------- | ------ |
| 1    | Vereniki Goneva    | 2007-2019 | 22     |
| 1    | Nemani Nadolo      | 2010-2021 | 22     |
| 3    | Sanivalati Laulau  | 1980-1985 | 20     |
| 4    | Waisea Nayacalevu  | 2012-     | 18     |
| 5    | Norman Ligairi     | 2000-2010 | 17     |
| 6    | Viliame Satala     | 1999-2005 | 16     |
| 6    | Timoci Nagusa      | 2008-2018 | 16     |
| 8    | Fero Lasagavibau   | 1997-2002 | 15     |
| 9    | Aisea Tuilevu      | 1996-2004 | 13     |
| 9    | Metuisela Talebula | 2012-2018 | 13     |
| 9    | Leone Nakarawa     | 2009-2021 | 13     |

N.B. : en gras les joueurs encore en activité.

#### Records de points
| Rang | Joueur            | Activité  | Points |
| ---- | ----------------- | --------- | ------ |
| 1    | Nicky Little      | 1996-2011 | 670    |
| 2    | Seremaia Bai      | 2000-2016 | 321    |
| 3    | Ben Volavola      | 2015-2023 | 294    |
| 4    | Severo Koroduadua | 1982-1991 | 268    |
| 5    | Nemani Nadolo     | 2010-2021 | 237    |
| 6    | Waisale Serevi    | 1989-2003 | 221    |
| 7    | Caleb Muntz       | 2023-     | 128    |
| 8    | Vereniki Goneva   | 2007-2019 | 110    |
| 9    | Taniela Rawaqa    | 2007-2011 | 103    |
| 10   | Waisea Nayacalevu | 2012-     | 90     |

N.B. : en gras les joueurs encore en activité.

## Aspect socio-économiques

### Popularité du rugby à XV aux Fidji et ses conséquences
Les Fidji regroupent 600 clubs, 14 provinces, 80 000 licenciés (60 000 adultes, 20 000 enfants), le rugby étant sport national dans le pays, qu'il soit à sept, à treize ou à quinze.